# Годфрид III
Готфрид III Брадатия (на немски: Gottfried III. der Bärtige, на френски: Godefroi II „le Barbu“; * ок.  997; † 21 декември или 30 декември 1069, Вердюн) e херцог на Горна Лотарингия (1044 – 1046), Долна Лотарингия (1065 – 1069) и маркграф на Тусция (1056 – 1069), херцог на Сполето (1057 – 1069).

## Живот
Готфрид произлиза от фамилията Вигерихиди (Арденски дом). Неговият баща Готцело I е херцог на Горна и Долна Лотарингия.
Когато Готцело I умира през 1044 г. император Хайнрих III дава на Готфрид Горна Лотарингия, а на брат му Готцело II Долна Лотарингия. След смъртта на неговия брат Готфрид желае също и Долна Лотарингия, Хайнрих III поставя там обаче Фридрих II от Люксембург. Готфрид се бунтува с подпомагането на френския крал Анри I против императора. Не успява и е сменен от елзаския граф Адалберт, след неговата смърт през 1048 г. от неговия брат Герхард.
След смъртта на неговата съпруга Дода през 1053 г., Готфрид се оттегля в Италия, където през пролетта на 1054 г. се жени за Беатрис Лотарингска, вдовица на маркграф Бонифаций III от Тусция († 1052) от Дом Каноса, и дъщеря на Фридрих II от Лотарингия († 1026, от Вигерихиди) и Матилда Швабска († 1032, от Конрадините).
Хайнрих III сваля през 1055 г. Готфрид и затваря Беатрис и ги закарва като заложници в Германия. След една година папа Виктор II допринася за сдобряването на Готфрид с Хайнрих. Готфрид разполага не само с Маркграфство Тусция, а и с обширните владения на Беатрикс, които са до Емилия-Романя и долината на По, и си създава водеща позиция в Италия. През 1057 г. брат му Фридрих е избран за папа (Стефан IX, 1057 – 1058).
Готфрид жени сина си Готфрид IV, наричан „Гърбавия“, за своята доведена дъщеря Матилда Тосканска.
След смъртта на Фридрих II от Люксембург през 1065 г. той получава обратно Херцогство Долна Лотарингия от крал Хайнрих IV и го управлява през последните си години, а неговата съпруга Беатрис († 18 април 1076) управлява в Тусция.
Готфрид умира през 1069 г. като херцог на Долна Лотарингия и маркграф на Тусция.

## Деца
С първата си съпруга Дода (* 1052) Готфрид III има три деца:
- Готфрид (* 1040; † 27 февруари 1076) го наследява в Долна Лотарингия (1069 – 1076)
- Ида (* ок. 1039; † 13 април 1113) става майка на Годфроа дьо Буйон.
- Вилтруда (* ок. 1043; † 1093), омъжва се за Адалберт II фон Калв († 22 септември 1099)